# Cajsa Mitchell
Cajsa Mitchell, född 10 mars 1945 i Jönköping, är en svensk översättare från engelska och norska samt läromedelsförfattare. Mitchell har varit verksam som översättare sedan 1986. Mitchell har översatt titlar av bland andra Jamil Ahmad, Erika Fatland, Jørn Lier Horst, Agnes Ravatn, Lionel Shriver, Mohamedou Ould Slahi och Dag Solstad.